# Tanja Zschokke
Tanja Zschokke Gloor (* 1965; heimatberechtigt in Gontenschwil, Aarau, Malans, Seon und Adliswil) ist eine Schweizer Politikerin (Grüne).

## Leben
Tanja Zschokke ist eine Urururenkelin von Heinrich Zschokke. Sie wuchs in Rapperswil-Jona auf und besuchte die Kantonsschule Pfäffikon. Zschokke absolvierte ein Studium der Landschaftsarchitektur und betreibt mit ihrem Partner ein Büro für Landschaftsarchitektur in Rapperswil-Jona. Sie ist Mutter von drei erwachsenen Söhnen und lebt in Rapperswil-Jona.

## Politik
Tanja Zschokke wurde 2017 in den Stadtrat (Exekutive) von Rapperswil-Jona gewählt, wo sie Mitglied der Bau- und Umweltkommission ist. Als Stadträtin ist sie Präsidentin der Stiftungen Alterswohnungen Jona und Volksheim Rapperswil sowie der Robert und Elfriede Mietusch-Prehn-Stiftung.
Bei den Wahlen 2020 wurde Tanja Zschokke in den Kantonsrat des Kantons St. Gallen gewählt. Sie ist seit 2022 Mitglied der Interessengruppe Alter und seit 2023 Mitglied der Interessengruppe Natur und Umwelt. Zschokke ist seit 2022 als dritte Stimmenzählerin Mitglied des Präsidiums des Kantonsrates.
Tanja Zschokke ist seit 2016 Vorstandsmitglied der Grünen Rapperswil-Jona.